# Jesper Matsson Krus
Jesper Matsson Krus, född 1576 eller 1577, död 1 november 1622 på Lemsjöholm i Egentliga Finland, var en svensk militär och ämbetsman:  fältmarskalk, generalfältöverste, ämbetsman, riksråd (1612), riksskattmästare (1615).  Han var son till lagmannen i Norrfinne lagsaga Matts Larsson (Kruse) och Anna Björnsdotter (Lepasätten). 
Jesper Matsson vigdes den 25 september 1614 på Åbo slott med Pontus De la Gardies dotter Brita De la Gardie (Pontusdotter) (1581–1645). De fick sönerna Johan Jespersson Cruus (1617–1644) samt Lars Jespersson Cruus (1621–1656). Sonen Lars upphöjdes till friherre Cruus af Gudhem (före 1644 Cruus af Harfvila).

## Biografi
Jesper Matsson Krus deltog under flera år i andra polska kriget i Livland och blev 1601 ryttmästare. 1605 utnämndes han till ståthållare i Pernau. 1607 led han en svår motgång vid belägringen av Wolmar, men utnämndes trots detta 1608 till befälhavare över krigsfolket i Finland, Estland och Livland och uppges 1609 ha blivit riksråd.
Vid utbrottet av Kalmarkriget 1611 fick Krus befälet på den västra krigsskådeplatsen, i Västergötland, men kallades snart till Kalmar. I början av 1612, samma år då han utnämndes till generalfältöverste, inföll han sedan han fått order att försöka föra över kriget på danskt territorium tillsammans med hertig Johan under vilda härjningar i Halland. I slaget vid Kölleryd på Kölleryds hed den 21 februari 1612 tillfogade de en dansk trupp under Kristian IV av Danmarks eget befäl ett kännbart nederlag. Därefter intog Krus Nya Lödöse som hade erövrats av danskarna. Han lät bränna ner Kungälv och förödde landet upp till Uddevalla.
1615 utnämndes Krus till riksskattmästare och lyckades som sådan samla in pengar till Älvsborgs lösen. Han synes dock mindre ha ägnat sin uppmärksamhet åt kamerala än åt andra, huvudsakligen militära, uppdrag. Samma år erhöll han även fullmakt som fältmarskalk, men omtalas som sådan redan under danska kriget. 1621 blev han guvernör i det nyss intagna Riga, men tog snart avsked. Han gjorde upp en för Finlands historia synnerligen viktig förteckning över Adelen Nye och Gamble Frelsis Landhböndher vthi Finlandh. Anno 1618.
Längst fram till vänster i Storkyrkan i Stockholm finns hans ståtliga gravmonument med en praktfull baldakin. Jesper Matsson Krus åtnjöt såväl Karl IX:s som Gustav II Adolfs förtroende.

### Sätuna säteri
Jesper Matsson Krus far, Matts Larsson (Kruse), ägde en av de fyra gårdarna på dåtidens Sätuna i Björklinge, Sverige. År 1613 fick Jesper Matsson Krus en av de andra gårdarna som förläning av Gustav II Adolf. När fadern avled ärvde han dennes gård. Genom att senare köpa de två övriga gårdarna kom han så att bli ensam ägare till hela Sätuna säteri.

## Barn
- Johan Jespersson Cruus (1617–1644)
- Lars Jespersson Cruus (1621–1656)